# Réservoir iléo-anal

Un réservoir iléo-anal, parfois appelé poche en « J », poche en « S », poche en « W » ou réservoir pelvien, est un réservoir interne, habituellement situé là où se trouve normalement le rectum et dont la fonction est de remplacer ce dernier. Le réservoir est formé à même la partie terminale du petit intestin (iléon), qui est replié sur lui-même et cousu (ou agrafé) pour qu'il tienne dans cette position. Les murs internes sont ensuite retirés de façon à former une poche en forme de « J », de « S » ou de « W ». On pratique ensuite un orifice au bas de la poche et on coud celle-ci à l'anus, qui doit toujours être à sa place.

Un réservoir iléo-anal est construit pour les personnes qui ont subi l'ablation du gros intestin (côlon) à cause d'une maladie ou d'une blessure. Les maladies et états qui peuvent nécessiter l'ablation du côlon incluent :
- la maladie de Crohn,
- la rectocolite hémorragique (colite ulcéreuse),
- la polypose adénomateuse familiale,
- la maladie de Hirschsprung,
- le cancer du côlon,
- le mégacôlon toxique

Il existe un débat à savoir si les patients qui souffrent de la maladie de Crohn devraient ou non être des candidats au réservoir iléo-anal, à cause du risque que la maladie se propage au réservoir lui-même, ce qui pourrait aggraver la situation. Une alternative au réservoir pelvien est l'iléostomie.
Dans certains cas, lorsque le réservoir a été construit à la suite de la colite ulcéreuse, il arrive que l'inflammation envahisse celui-ci d'une façon très similaire à l'inflammation initiale du côlon. Cette complication est appelée « pochite » et nécessite parfois le retrait définitif du réservoir.

## Historique
La procédure chirurgicale visant à construire un réservoir iléo-anal fut développée en tant qu'alternative à l'iléostomie où, en l'absence d'un côlon, les excréments sont déversés dans un sac collé à l'abdomen. Le pionnier de ces travaux fut Sir Alan Parks, avec la collaboration du Prof. R.J. Nicholls de l'hôpital Saint-Mark, à Londres, au début des années 1980. Le réservoir était alors appelé « poche de Parks ».